# Provinz Chikuzen

Provinz Chikuzen, heute Teil der Präfektur Fukuoka

Chikuzen (jap. 筑前国, Chikuzen no kuni) war eine der historischen Provinzen Japans auf dem Gebiet der heutigen Präfektur Fukuoka auf der Insel Kyūshū. Die südlichen und nördlichen Teile der Präfektur stammen von anderen Provinzen. Chikuzen grenzte an die Provinzen Buzen, Bungo, Chikugo und Hizen.

## Geschichte
Die Provinz entstand Ende des 7. Jahrhunderts durch die Aufspaltung der alten Provinz Tsukushi (筑紫国) in die Provinzen Chikuzen („Vorder-Tsukushi“) und Chikugo („Hinter-Tsukushi“). Diese wurden kollektiv auch als Chikushū (筑州, „Tsukushi-Provinz(en)“) bezeichnet.
Im 7. Jahrhundert wurde hier das Dazaifu eingerichtet, was nicht nur die Provinzhauptstadt (kokufu) war, sondern eine militärische Sonderverwaltungszone, deren Amt allen Provinzen auf Kyūshū vorstand. Es befand sich nahe der heutigen Stadt Dazaifu. In moderner Zeit ist jedoch Fukuoka wichtiger geworden. Am Ende des 13. Jahrhunderts landete eine Invasionsarmee der Mongolen in Chikuzen. Die Hauptstreitmacht wurde durch einen Taifun vernichtet (Kamikaze).

## Umfang
Die Provinz Chikuzen umfasste folgende Landkreise (kōri, später -gun):
- Geza (下座郡)
- Honami (穂波郡)
- Ito (怡土郡)
- Jōza (上座郡)
- Kama (嘉麻郡)
- Kasuya (糟屋郡)
- Kurate (鞍手郡)
- Mikasa (御笠郡)
- Munakata (宗像郡)
- Mushiroda (席田郡)
- Naka (那珂郡)
- Onga (遠賀郡)
- Sawara (早良郡)
- Shima (志摩郡)
- Yasu (夜須郡)